# Zürcher Patent-Motorwagen-Fabrik Rapid
Die Zürcher Patent-Motorwagen-Fabrik Rapid war ein Schweizer Hersteller von Automobilen.

## Unternehmensgeschichte
Das Unternehmen aus der Bodmerstr. 7 in Zürich-Enge übernahm unter Leitung von Jacques Syz am 12. April 1899 eine Lizenz von Egg & Egli und begann mit der Produktion von Automobilen. Der Markenname lautete Rapid. Ende 1900 endete die Produktion nach etwa 100 hergestellten Exemplaren.

## Fahrzeuge
Das einzige Modell war ein Dreirad, das auf dem Dreirad von Egg & Egli basierte, allerdings überarbeitet war. Das Fahrgestell bestand aus einem Rohrrahmen. Für den Antrieb sorgte ein wassergekühlter Einzylindermotor, der in Mittelmotorbauweise vor dem Hinterrad montiert war. Die Leistung des Motors, der in der Schweiz entstand und den Motoren von De Dion-Bouton ähnelte, betrug etwas mehr als 3 PS. Die Kraftübertragung auf das einzelne Hinterrad erfolgte mittels eines Riemens. Das Gewicht war mit 280 kg angegeben, und die bauartbedingte Höchstgeschwindigkeit mit 45 km/h. Der Neupreis betrug 2500 Schweizer Franken.